# 남풍
남풍(南風) 또는 마파람은 남쪽에서 기원하여 북쪽으로 부는 바람이다.

## 신화
그리스 신화에서 노토스는 늦여름과 가을에 폭풍을 가져다주는 남풍의 신이다. 이집트 신화에서 셰부이(Shehbui)는 남풍의 신이다. 사자의 머리를 한 인물로 묘사된다. 아메리카 원주민의 이로쿼이 전통에 따르면 남풍은 푄 현상에 의해 발생된다.

## 같이 보기
|      | 북풍 |      |
| 서풍 |      | 동풍 |
|      | 남풍 |      |

- 시로코